# Wilhelm Pfannenstiel
Wihelm Hermann Pfannenstiel (Breslau, Alemania; 12 de febrero de 1890 - Marburgo, Alemania; 1 de noviembre de 1982). Doctor en Medicina y Oficial de las SS nazis, participante en el Holocausto judío durante la Segunda Guerra Mundial.

## Participación en el Holocausto

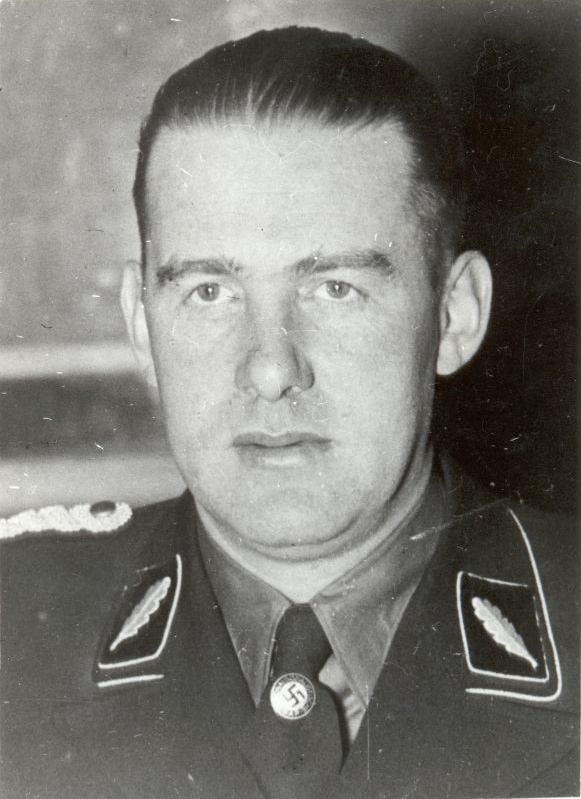
General SS Odilo Globocnik.

El Dr. Pfannenstiel se incorporó al Partido Nazi con el número de ficha 2.828.629; y a las SS con el número 273.083, resultando adscrito a la Oficina Central de Altos Líderes de la SS (SS-Führung Hauptamt). Promovido a SS Standartenführer el 9 de noviembre de 1944.
Sus labores como dependiente de la Sección Principal de Higiene de la SS, era inspeccionar las Barracas de las SS, así como las condiciones sanitarias de los campos de concentración a nivel de todo el Reich. Fue directivo de la Lebensborn y miembro del Consejo Racial de Higiene de Marburg.
Participó como especialista de Higiene en una inspección al campo de exterminio de Belzec en 1942, como parte de la Operación Reinhard, donde junto al SS Obersturmführer Kurt Gerstein y el SS General Odilo Globocnik presenció una operación de exterminio de judíos por medio de gaseamiento por medio de monoxido de carbono.
Después de una larga y constante relación laboral con el SS General Odilo Globocnik en la Acción Reinhard, la cual duró al menos hasta la primavera de 1943 (según testimonio de Max Cichotsky alias Max Runhof), el Prof. Wilhelm Pfannenstiel fue aparentemente transferido como Consultor de Higiene del Sexto Ejército alemán y participó en la ofensiva de las Ardenas en 1944. Posteriormente fue transferido al Frente del Este en Hungría y fue finalmente detenido por tropas norteamericanas en Austria.

## Persecución después de la guerra
Al principio no le ocurrió nada, no fue identificado, ni reconocido por nadie o interrogado a fondo. Finalmente fue identificado por las autoridades norteamericanas en calidad de prisionero de guerra, en el campo de Darmstadt e interrogado en 1947 en relación con el "Informe Gerstein", el cual a pesar de haber sido descartado por las cortes, había sido presentado en el Juicio de Núremberg, con el número de Archivo PS 1553, y donde era abundantemente mencionado. Por primera vez Pfannenstiel admitió haber ido a Lublin por misiones de "higiene", pero negó haber visitado el campo de exterminio de Belzec o de haber sido testigo de una gasificación de prisioneros judíos, por lo que fue liberado pero enviado a otro campo de prisioneros de guerra en Garmish. en 1948, a solicitud del Professor Von Drygalski (Jefe de la Oficina Hesiana de Salud), Pfannenstiel fue colocado ante una corte de Desnazificación y colocado bajo arresto domiciliario. El Informe Gerstein continuaba apareciendo "exagerado" para la justicia, razón por lo cual fue liberado al poco tiempo. 
Interrogado otra vez el 6 de junio de 1950, Pfannenstiel finalmente admitió haber viajado a Belzec con Gerstein, haberse reunido con Globocnik y haber presenciado un gaseamiento. No obstante, negó fuertemente haber dicho las palabras que Gerstein le atribuye en el relato, tales como "sonaba como una sinagoga" en relación con el sonido de las víctimas cuando absorbían el monoxido de carbono dentro de las cámaras de gas, incluso añadió que si hizo algún comentario, no sería en el sentido de las palabras de Gerstein sino en descargo del sufrimiento de las víctimas, la situación fue mucho más horrorosa que lo dicho por el relato, declaró. Pero Pfannenstiel fue liberado otra vez.
Interrogado nuevamente en 1951 y en 1959, fue liberado sucesivamente ya que su testimonio no estaba provisto de elementos contundentes concernientes al asunto de las cámaras de gas. Apareció como testigo en pocos casos relacionados con la Acción Reinhard, durante los años 1960, 1961, 1963, 1965, 1966 – Belzec/Oberhauser – en Múnich, Hamburgo y Fráncfort del Meno. 
Él terminó su vida como un exitoso médico en la República Federal de Alemania, practicando bajo su propio nombre. Se señaló que había estado en contacto por carta -o incluso reunido- con Paul Rassinier, el ‘padre del Revisionismo’ a mediados de los sesenta, a pesar de que sus alegatos estaban abiertos para el debate. El propósito de éste intercambio fue -otra vez- desacreditar la versión de Gerstein sobre lo ocurrido.
Pfannenstiel falleció en 1982, en Marburgo.